# Matthieu Basta
Matthieu Basta (Chambly, ...) è un giocatore di football americano francese che gioca come offensive lineman per i Brown County Blackjacks.